# 145
Het jaar 145 is het 45e jaar in de 2e eeuw volgens de christelijke jaartelling.

## Gebeurtenissen

### Italië
- In Rome worden Antoninus Augustus Pius (vierde maal) en Marcus Aurelius Caesar, door de Senaat herkozen tot consul van het Imperium Romanum.
- Marcus Aurelius treedt in het huwelijk met Faustina de Jongere, de dochter van keizer Antoninus Pius.

### China
- De 7-jarige Han Zhidi (r. 145-146) wordt na het overlijden van zijn achterneef Han Chongdi, als keizer op de troon geplaatst.

## Geboren
- 11 april - Lucius Septimius Severus, keizer van het Romeinse Keizerrijk (overleden 211)

## Overleden
- Han Chongdi (3), keizer van het Chinese Keizerrijk